# Cellule di Ito
Le cellule di Ito, conosciute anche come cellule stellate epatiche, o cellule immagazzinatrici di grasso, sono periciti che si trovano nello spazio perisinusoidale, una piccola area tra i sinusoidi e gli epatociti del fegato chiamata spazio del Disse.

## Funzione
Nel fegato normale, le cellule stellate sono descritte come in uno stato quiescente. Le cellule stellate quiescenti rappresentano il 5-8% di tutte le cellule del fegato. Ogni cellula ha lunghe protrusioni che dal corpo cellulare raggiungono i sinusoidi epatici. Queste cellule sono particolarissime, se attivate in seguito a danno, vanno incontro a proliferazione e ad un fenomeno particolare detto Transizione Miofibroblastica. Da cellule stellate divengono Miofibroblasti, cellule dotate di contrattilità e in grado di attivare processi infiammatori. Inoltre possono secernere e produrre la Matrice extracellulare insieme a collagene, che progressivamente forma dei setti fibrotici e che può portare a Fibrosi. Questi processi sono capaci di automantenersi poiché le cellule stellate hanno capacità autocrine e paracrine. Quindi c'è un'amplificazione di questa via con il coinvolgimento anche di altre cellule come i colangiociti e gli epatociti. Queste specie cellulari vengono reclutate e producono esse stesse mediatori chimici che portano all'amplificazione del segnale e all'aumento delle fibre di collagene. 
Le gocce lipidiche immagazzinate nel corpo cellulare contengono vitamina A.  Il ruolo delle cellule epatiche quiescenti tuttora è sconosciuto. Recenti ricerche suggeriscono un ruolo delle cellule presentanti l'antigene residenti nel fegato nella presentazione di lipidi antigenici e nella stimolazione della proliferazione delle cellule NK.
Lo stato attivo di queste cellule è dunque caratterizzato da: aumentata proliferazione, contrattilità e chemotassi.
La quantità di vitamina A immagazzinata diminuisce nel fegato ammalato. 
Studi più recenti hanno anche mostrato che l'attivazione in vitro delle cellule epatiche stellate da agenti che causano la fibrosi del fegato può portare eventualmente alla senescenza di queste cellule, identificata tramite l'aumento della colorazione con SA-beta-galactosidase, così come l'accumulo di p53 e l'attivazione dei marker Rb della senescenza cellulare. 
C'è la possibilità, laddove le cause eziologiche vengano ad essere rimosse, che la fibrosi possa regredire. La fibrosi è dunque un processo reversibile. Infatti è stato dimostrato che le cellule epatiche stellate senescenti limitano la fibrosi epatica tramite l'attivazione delle cellule NK.

## Colorazione
Le cellule di Ito possono essere selettivamente evidenziate con la colorazione all'oro cloruro, ma la loro caratteristica distintiva e la presenza di multiple gocce lipidiche nel loro citoplasma.

## Eponimo
Le cellule di Ito prendono il nome da Toshio Ito, un medico giapponese del ventesimo secolo.